# Raiz

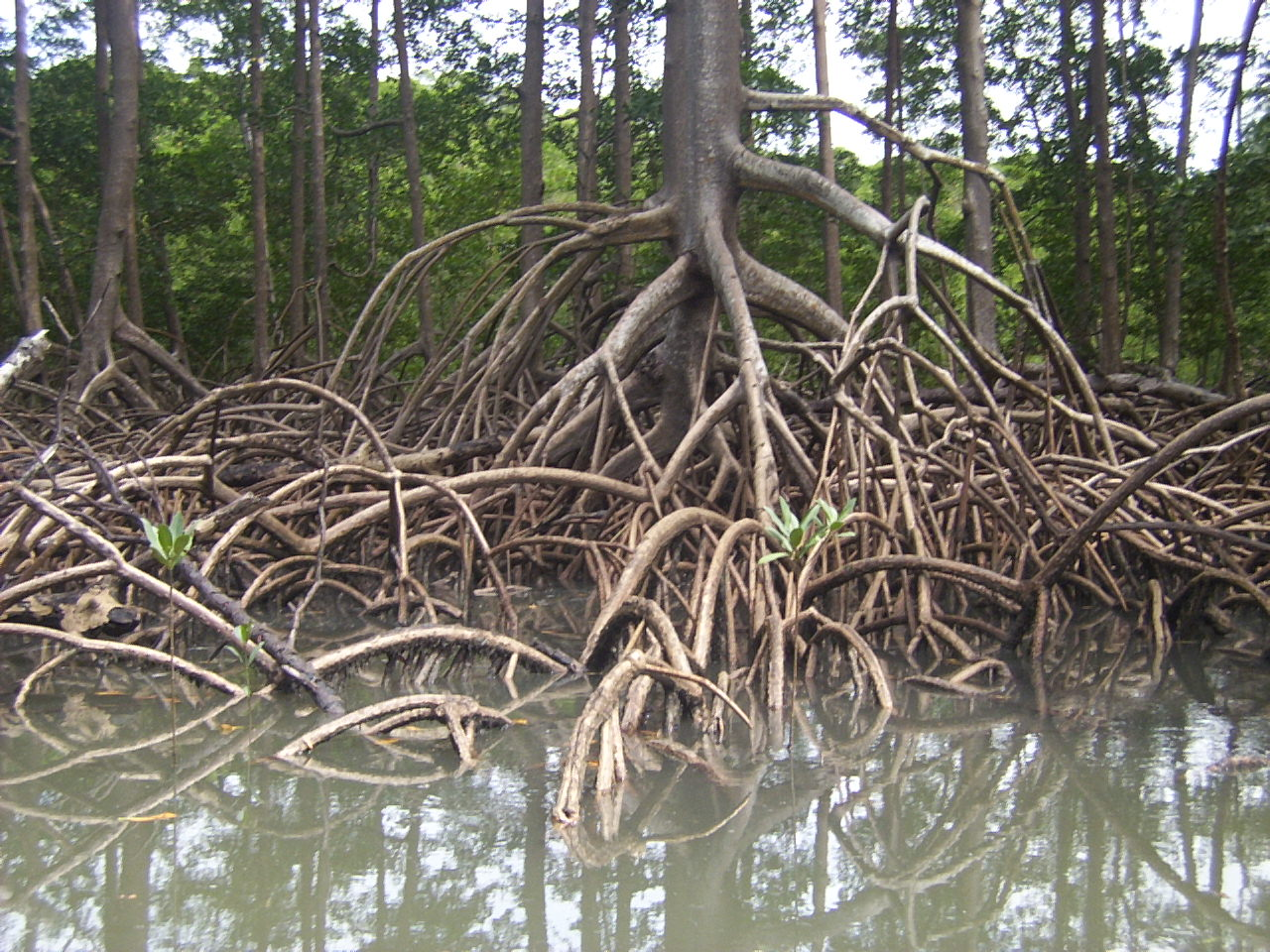
Rizóforos (caule com geotropismo positivo) em um manguezal no Brasil.

A raiz é o órgão da planta que tem duas funções principais: servir como meio de fixação ao solo e como órgão absorvente de água, compostos nitrogenados e outras substâncias minerais como potássio e fósforo (matéria bruta ou inorgânica). Quase sempre subterrânea. Há, no entanto, plantas dotadas de raízes especiais, como as figueiras com as suas raízes aéreas, e as plantas epífitas.1

## Formação das raízes
Nas pteridófitas, as raízes se desenvolvem nos primeiros estágios do desenvolvimento do esporófito, quando ainda preso ao gametófito. Nas plantas com sementes, raízes têm origem no embrião. O precursor da raiz no embrião, a radícula, é o primeiro órgão a se desenvolver no ato da germinação da semente. Nas dicotiledôneas e Gimnospermas, esta raiz primordial desenvolve-se e torna-se a raiz principal, da qual a maior parte do sistema radicular é derivado. Leva o nome de axial. Já em monocotiledôneas, a radícula se degenera, e todas as raízes brotam a partir da base do caule, conhecidas neste caso como raízes adventícias, ou fasciculada.

## Estrutura

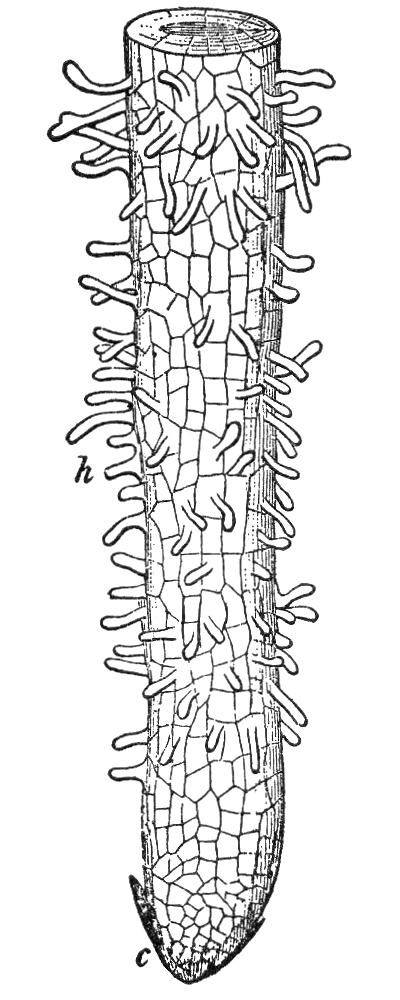
Estrutura da raiz, onde a letra c representa a coifa.

Nas Angiospermas, é possível distinguir anatomicamente as raízes de caules subterrâneos por apresentarem xilema na parte mais externa do cilindro vascular e floema na mais interna, quando no caule essa configuração é inversa. Além disso, as raízes não apresentam gemas foliares, que estão presentes nos caules.
Outra característica é a presença da coifa, uma estrutura semelhante a um capuz nas extremidades das raízes, que protegem o meristema apical contra danos causados pelo atrito com o substrato. A coifa é um revestimento de células mortas produzidas pelo próprio meristema. Alguns associam a coifa ao geotropismo positivo das raízes, pois detectaram em suas células grande quantidade de grãos de amido, que se depositam de acordo com a gravidade. Estes grãos orientariam o posicionamento das células em relação ao centro da Terra, fazendo com que as raízes tendessem a crescer para baixo.
Além da coifa, muitas raízes produzem mucilagem, que lubrifica a passagem do meristema na medida em que este avança pela terra, facilitando seu crescimento. Em alguns casos, essa mucilagem é tóxica para outras plantas, impedindo seu crescimento próximo à planta e diminuindo, assim, a competição por espaço, água e nutrientes.
Certas figueiras podem, por vezes, germinar sobre outras árvores. Incapazes de absorver a matéria orgânica presente nos galhos do hospedeiro, como as epífitas, essas figueiras produzem raízes longas e finas que crescem em direção ao solo. Uma vez firmes, essas raízes se engrossam e produzem novas raízes secundárias, que, aos poucos, envolvem a árvore hospedeira. A figueira continua a crescer em volta da árvore até que suas raízes apertem seu tronco e destrua seu sistema vascular. Desta forma, a figueira assume o lugar da árvore onde originalmente germinou.
Em algas e briófitas não há raízes propriamente ditas. Nas primeiras, podem ocorrer apressórios, prolongamentos da base do talo com a função de fixação no substrato. Nas últimas, existem pelos absorventes responsáveis por algumas funções desempenhadas pelas raízes, mas não passam de uma série de células dispostas em sequência.

## Anatomia das raízes
As raízes possuem dois tipos de crescimento, primário e secundário. O crescimento primário tem origem no meristema apical, que é encarregado de fazer diferenciação dos tecidos primários da raiz (protoderme, meristema fundamental e procâmbio). Já o crescimento secundário é resultado da ação do meristema lateral (felogênio e câmbio).
Crescimento primário
Os meristemas primários vão diferenciar os tecidos primários da raiz: a protoderme vai originar a epiderme. O meristema fundamental dará origem á região do córtex, e o procâmbio formará o cilindro vascular. Em sua estrutura primária, a raiz apresenta três tipos de tecido, dérmico, fundamental e o vascular.
A coifa é uma estrutura que reveste o ápice radícula. Formada por células vivas e parenquimáticas, que secretam mucilagem. À medida que a raiz penetra o solo, as células da periferia da coifa vão sendo eliminadas, e essas, serão substituídas por novas células continuadamente.
A epiderme da raiz, geralmente unisseriada, é formada da protoderme do meristema apical, e é constituída de células vivas de paredes primárias. Na epiderme há pelos absorventes, que tem a origem de pequenas papilas.
O córtex da raiz é a região compreendida entre a epiderme e o cilindro vascular, e tem origem no meristema fundamental. Ele é formado por células parenquimáticas e isodiamétricas, possuindo abundantes espaços intercelulares para a entrada de água e nutrientes. A camada mais interna do córtex denomina-se endoderme, e a externa, exoderme.
A endoderme possui células justapostas com espessamento de suberina. Essa faixa espessada é chamada de estria de Caspary,e elas controlam a entrada de água no cilindro vascular, para ser distribuída para o restante do corpo da planta. Nas espécies que possuem crescimento secundário, a endoderme não possui nenhuma especialização além das estrias de Caspary. Contudo nas raízes que não possuem crescimento secundário, a endoderme continua presente e vai sendo recoberta por suberina, esse espessamento é visto em forma de U em cortes transversais.
A exoderme aparece somente em algumas raízes, quando uma ou mais camadas de células abaixo da epiderme se estratificam.
O cilindro vascular se diferencia a partir do procâmbio, e é formado pelo periciclo e os tecidos condutores (xilema e floema). O periciclo é a camada mais externa do cilindro vascular e geralmente é unisseriado, responsável por
formar as raízes laterais. Nas raízes com crescimento secundário o felogênio é originado no periciclo. E nas raízes que não possuem o crescimento secundário, o periciclo se torna esclerificado.
Na raiz, os tecidos vasculares não formam feixe. O xilema forma um maciço que se projeta em direção ao cilindro vascular, e o floema se dispõe em cordões próximos a periferia do cilindro vascular. Esse maciço, também chamados de arcos se diferenciam em monocotiledôneas e eudicotiledôneas. Podendo o número de arcos podem variar, sendo denominadas diarcas, triarcas, tetrarcas e poliarcas.
A maturação dos elementos do xilema em raízes ocorre de forma centrípeta, ou também chamada de exarca, com o protoxilema voltado para a periferia do órgão, e o metaxilema voltado para o interior.
As raízes laterais são formadas próximas do meristema apical de uma outra raiz. Devido a sua origem profunda são chamadas de raízes endógenas.
Crescimento Secundário
Em crescimento secundário haverá a formação de tecidos vasculares a partir do câmbio vascular, e a formação da periderme a partir do felogênio. 
O câmbio vascular começa a se formar a partir de divisões de células do procâmbio. No começo, o câmbio era formado a partir de faixas, cujo número é variável (diarca, tetrarca, etc.), posteriormente, as células do periciclo iniciam sua divisão, e o câmbio passa a circular todo o xilema. Com a formação do xilema secundário, o câmbio vai sendo empurrado para fora, até a formação de um contorno circular. 
A periderme tem origem a partir de células do periciclo. Essas células começam a se dividir, e dá início a formação da periderme. O felogênio tem origem das células externas ao periciclo, e pelas divisões periclinais de suas células, irá produzir o súber.

## Funções
- Essencialmente mecânicas e fisiológicas
- Promover a fixação da planta. No caso de plantas que crescem no solo, dependendo da granulometria do substrato, a raiz desenvolve-se e ramifica-se mais ou menos. O aspecto das raízes muda de planta para planta: a azinheira tem raízes desenvolvidas em profundidade, enquanto o choupo as desenvolve superficialmente. No caso das Tillandsia, as raízes são especializadas para cumprir apenas a função de ancoragem.
- A absorção de água e nutrientes do solo e seu transporte para o resto da planta para crescimento e para as folhas para fotossíntese. O transporte é realizado pela pressão na raiz devido à absorção da água. A maior parte da absorção é oferecida pelos pelos radiculares.
- Suporte para associações simbióticas complexas com microorganismos (bactérias e fungos) que ajudam a dissolver o fósforo, fixar o nitrogênio atmosférico e desenvolver raízes secundárias.
- Pode assumir funções de reserva (como no caso da mandioca).
- Criação de solo. As moléculas e enzimas secretadas pelas raízes e suas relações simbióticas contribuem para a formação do solo. As raízes de muitas árvores secretam ácidos orgânicos poderosos o suficiente para dissolver o calcário e liberar cálcio e outros minerais úteis para as espécies que produzem e exploram o húmus.
- Desenvolve-se a partir da radícula do embrião, é destituída de clorofila (na maioria dos casos) e nunca possui folhas o que, juntamente com a estrutura interna, permite distinguir em caso de dúvida, como no de certos tubérculos, uma raiz de um caule.
- Comunicação - As plantas podem interagir umas com as outras em seu ambiente por meio de seus sistemas de raízes. Estudos têm demonstrado que a interação planta-planta ocorre entre sistemas radiculares via solo como meio. Os pesquisadores testaram se as plantas que crescem em condições ambientais mudariam seu comportamento se uma planta próxima fosse exposta a condições de seca.[2] Como as plantas próximas não mostraram alterações na abertura do estômato, os pesquisadores acreditam que o sinal de seca se espalhou pelas raízes e pelo solo, não pelo ar como um sinal químico volátil.[3]

## Utilidade para o homem
Algumas raízes são comestíveis, como a cenoura, o ginseng, o nabo, o rabanete e a mandioca. Estas raízes não devem ser confundidas com tubérculos como a batata, nem bulbos como a cebola, pois estes são caules subterrâneos, e não raízes.
Algumas raízes são consideradas medicinais (como o próprio ginseng). Um grupo brasileiro chegou a pesquisar, em 1979, os efeitos anticancerígenos das raízes de Ternstroemia brasiliensis, uma Theaceae.

## Tipos de raízes

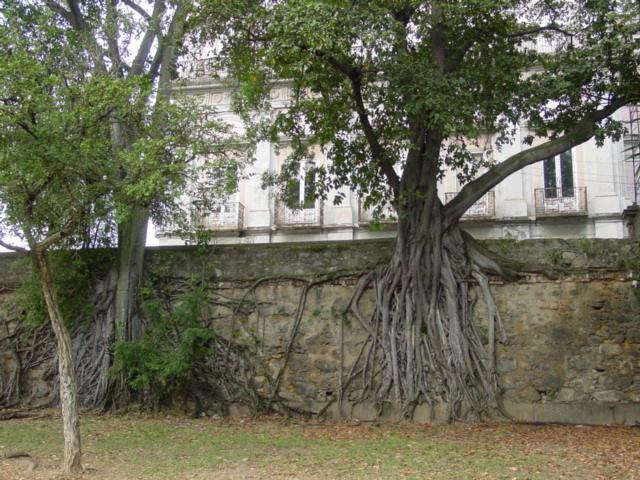
Poderosas raízes de Ficus clusiifolia, figueira-vermelha, presas sobre o muro que sustenta a rua lateral ao Museu Nacional, na Quinta da Boa Vista, Rio de Janeiro.

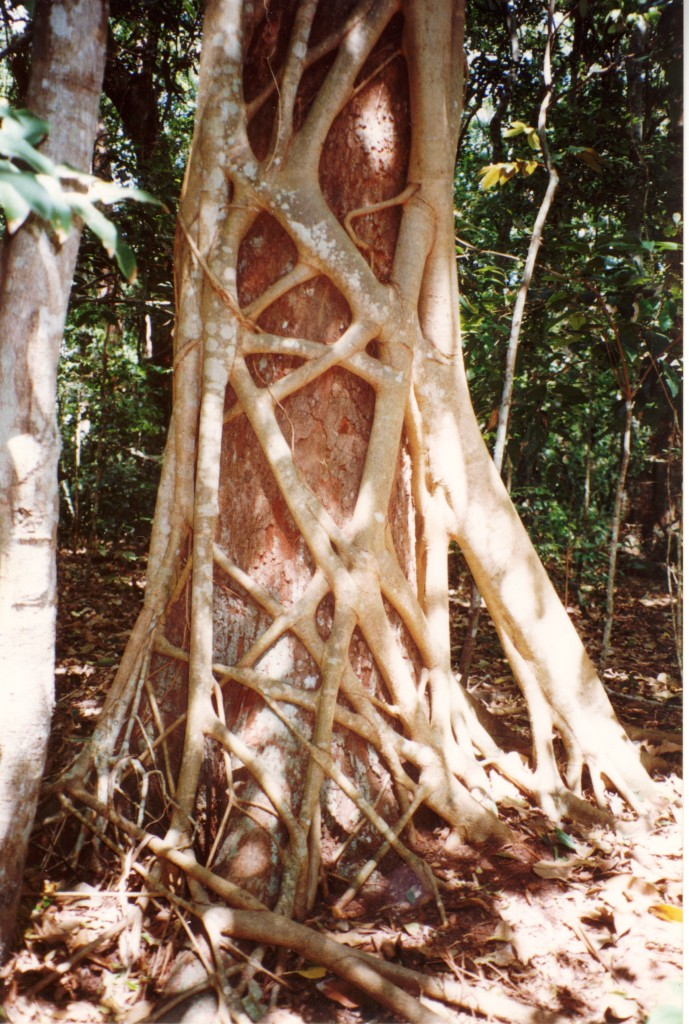
Raízes aéreas.

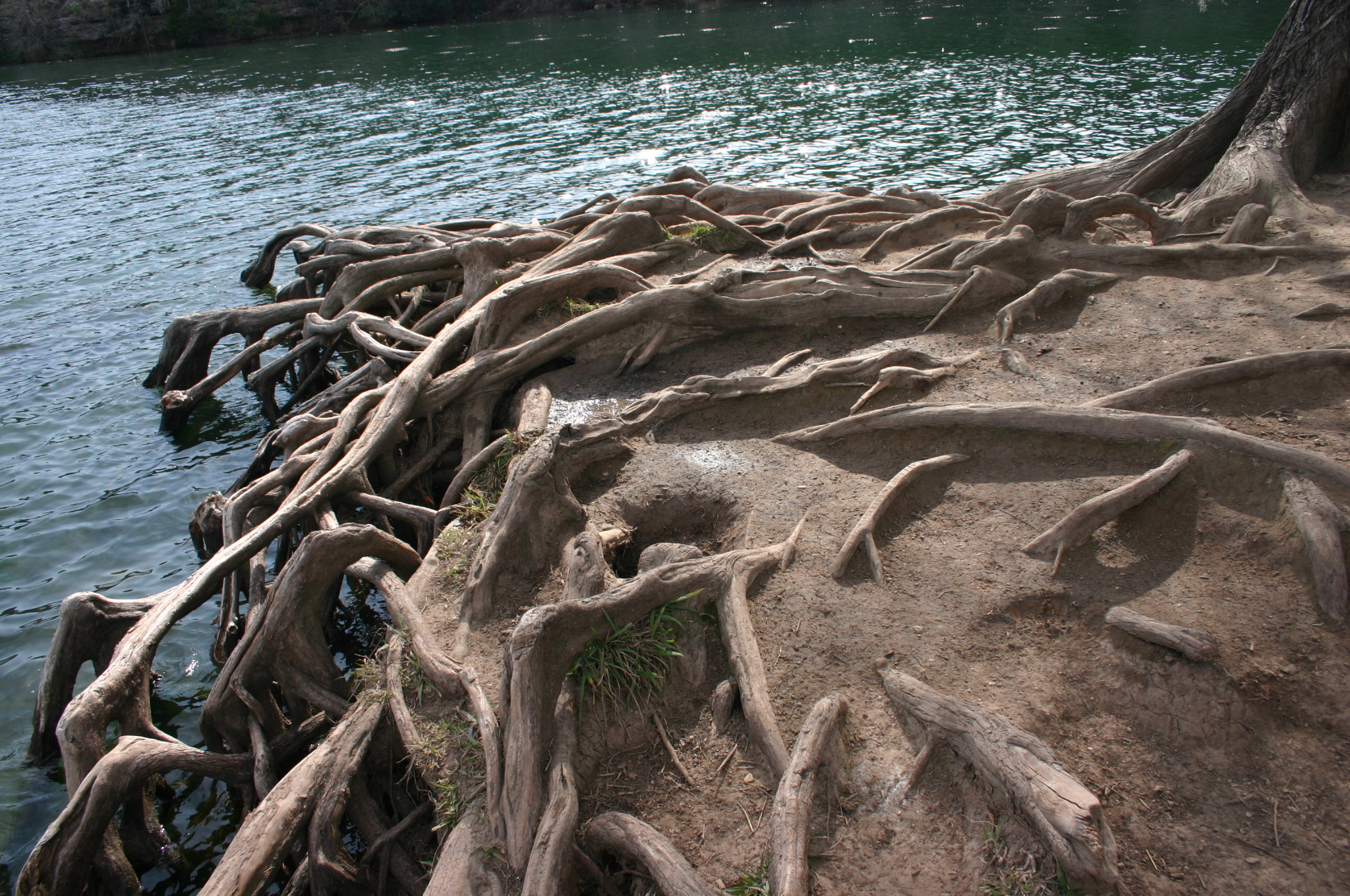
Raízes.

- Raiz axial (pivotante,  perpendicular ou primária) - é a raiz principal, com coifa maior do que as demais, seu comprimento é maior que o das outras. E também  possui ramificações ou raízes secundárias. São características de dicotiledôneas. A raiz axial tem a função também de fazer a fotossíntese. A raiz principal tem função de fixação no solo, e as raízes secundárias a função de absorção de nutrientes e água.
- Raiz fasciculada ou raiz em cabeleira - gramíneas e outras hipocotiledóneas têm um sistema de raiz fibroso, caracterizado por uma massa de raízes aproximadamente de igual diâmetro. Esse sistema de raízes é denominado de raiz múltipla, ramificada ou fasciculada e não surge como os ramos da primeira raiz, como no caso das raízes axiais; em vez disso, consiste de numerosas raízes em feixes que emergem da base do caule e tem tamanho maior do que a folha.São características das monocotiledônias.[4]
- Raiz tuberosa - contém grande reserva de substância nutritiva e é muito utilizada na nossa alimentação. Como exemplo dessas raízes, podemos citar a mandioca, cenoura, o cará, a batata-doce.

Observação: Não confundir raiz tuberosa com caule tuberoso: a planta com raiz tuberosa possui o caule e as folhas fora do solo, ex: mandioca. Os caules tuberosos são aqueles que possuem o caule e a raiz debaixo da superfície do solo.
- Radicelas - São raízes minúsculas que são responsáveis pela absorção da maior quantidade de nutrientes e que germinam primeiro na semente.  O termo mais comumente usado para se referir às radicelas.[5]

### Raízes aéreas
Além das funções de fixação e absorção, muitas raízes podem auxiliar na sustentação do vegetal, na absorção de gases, na reserva de nutrientes. Em muitos desses casos, as raízes ficam, pelo menos em parte, fora do solo, ou seja, são raízes aéreas.
Em plantas altas com raízes muito superficiais, como é o caso do milho, as raízes aéreas do tipo escora podem ajudar na fixação e na sustentação da planta. A mesma coisa acontece com plantas que crescem em terrenos moles ou pantanosos. Em ambos os casos, a parte subterrânea dessas raízes participa do processo de absorção de água e sais minerais.
- Raiz suporte ou raiz escora - quando uma planta possui um caule ou um conjunto de raízes muito fraco e essas raízes suportes são responsáveis pela ajuda na sustentação da planta. Mas recentemente foi descoberto que são simplesmente extensões do caule da planta ou seja não são raízes.
- Raiz estrangulante - também conhecidas de cinturas ou estranguladoras, São adventícias que abraçam outro vegetal, e muitas vezes seu hospedeiro morre por falta de seiva. ex: araçá, mata-pau.
- Raiz tabular - é uma raiz lateralmente achatada, como uma tábua. Esse tipo de raiz ocorre em árvores de grande porte e ajuda na fixação e estabilidade da árvore. O xixá e a Figueira são bons exemplos de raízes tabulares.
- Raiz velame ou raiz cintura - é uma estrutura presente nas raízes aéreas das orquídeas; Tem a função de absorver água da atmosfera.
- Raiz grampiforme - prendem o vegetal em suportes, emitem uma espécie de grampo que os prende, como muros e estacas. Ex: a raiz da hera.
- Raiz respiratória ou pneumatóforo - são raízes de algumas plantas que se desenvolvem em locais alagadiços. Nesses ambientes, como os mangues, o solo é geralmente muito pobre em gás oxigênio. Essas raízes partem de outras existentes no solo e crescem verticalmente, emergindo da água; possuem poros que permitem a absorção de oxigênio atmosférico.
- Raiz sugadora ou raiz haustório - As plantas que possuem esse tipo de raiz são considerados parasitas , pois vivem à custa da outra planta. Essas raízes são adaptadas a extração de alimentos de plantas hospedeiras, sendo característica de planta parasita como: cipó chumbo e a erva-de-passarinho.

### Raízes aquáticas
Como o próprio nome sugere, são raízes que se desenvolvem em plantas que normalmente flutuam na água. Sua função, além da absortiva, é de fixação, uma vez que o meio aquático oferece um ambiente fluido. Elas são adaptadas a estocar ar entre as células para favorecer a flutuação.

### Raízes tuberosas
São raízes que armazenam reserva de alimentos. Em várias espécies, as raízes ficam dilatadas e recebem o nome de raízes tuberosas. Muitas destas raízes são usadas na alimentação humana, como a cenoura, a beterraba, a batata-doce, a mandioca e o nabo.